# Wiesje Bouwmeester
Louise Maria Braakensiek (toneelnaam Wiesje Bouwmeester) (Watergraafsmeer, 28 augustus 1909 – Amsterdam, 23 maart 1979) was een Nederlandse (hoorspel)actrice en cabaretière. Ze was de jongste dochter (uit de zesde en laatste relatie) van de toneelspeler Louis Bouwmeester (1842-1925).

## Biografie
Ze werd in Watergraafsmeer geboren uit de relatie van Louis Bouwmeester met actrice Marie Braakensiek. Ze stond op haar 13e al samen met haar vader op het toneel. Haar debuut was het toneelstuk Voerman Henschel. Ze speelde tot de oorlog in wel honderd toneelstukken, dat waren  hoofdzakelijk kinderrollen. Na de oorlog speelde ze met Willy van Hemert en Johan Kaart. Ze trad in de Bouwmeester Revue van haar broer Louis Bouwmeester jr. op, maar heeft ook voor Toon Hermans gewerkt. In 1958 verscheen van haar een boek: Louis Bouwmeester: de liefste vader en mĳn beste vrindje.
Bouwmeester was van 1957 tot 1969 lid van de hoorspelkern en speelde daarnaast zo nu en dan cabaretvoorstellingen.
Bouwmeester trouwde driemaal. Van 1950 tot 1952 was ze getrouwd met architect George Staal. Ze overleed op 69-jarige leeftijd te Amsterdam.

## Hoorspelrollen
- Paul Vlaanderen en het Margo Mysterie - waarzegster / Mrs. Perkins
- Paul Vlaanderen en het Milbourne Mysterie - Jullia Carrington
- Triffids - Mrs. Durrant
- Mimoza - Keetje Kruivedons[4]
- Reis op de plaats - De dienstmaagd Pleuntje
- Moord als tijdverdrijf - Mw Bergman, hospita
- Hollands Glorie - Juffrouw Boud[5]

## Televisie- en filmrollen
- Doodzonde, Deadly Sin, 1978 - Oude vrouw
- De mantel der liefde, 1978 - Tante Bep
- Doctor Vlimmen (1978) - Mevrouw Stroeks
- 't Schaep met de 5 pooten (1969) - Opoe Withof
- Het Hollandsche Circus, Cirque hollandais, 1924
- De duivel in Amsterdam, The Devil in Amsterdam, 1919 - Van Rijns dochter

## Websites
- Theaterencyclopedie. Volgens dochter Wiesje Bouwmeester
- (en)   Wiesje Bouwmeester in de Internet Movie Database

- Digitale Bibliotheek voor de Nederlandse Letteren: bouw028
- Gemeinsame Normdatei: 1129819612
- Nederlandse Thesaurus van Auteursnamen: 071872418
- Virtual International Authority File: 637149235082376690008
- WorldCat: E39PBJppwGCfQ6gWQDMQMpctrq